# Osbeckia rheedii
Osbeckia rheedii är en tvåhjärtbladig växtart som beskrevs av Gardn. och George Henry Kendrick Thwaites. Osbeckia rheedii ingår i släktet Osbeckia och familjen Melastomataceae. Inga underarter finns listade i Catalogue of Life.